# Tronie
Tronie [ˈtroː.ni] je vrsta dela, ki je pogosta v nizozemskem slikarstvu zlate dobe in flamskem baročnem slikarstvu, in prikazuje pretiran ali značilen izraz obraza. Ta dela niso bila mišljena kot portreti ali karikature, ampak kot študije izraza, tipa, fiziognomije ali zanimivega lika, kot so starec ali ženska, mlada ženska, vojak, pastirica, 'vzhodnjak' ali oseba določene rase.
Glavni cilj umetnikov, ki so ustvarjali tronije, je bil doseči realistično upodobitev figur in pokazati njihove iluzionistične sposobnosti s svobodno uporabo barv, močnimi svetlobnimi kontrasti ali svojevrstno barvno shemo. Troniji so gledalcem posredovali različne pomene in vrednote. Troniji so utelešali abstraktne pojme, kot so minljivost, mladost in starost, lahko pa so delovali tudi kot pozitivni ali negativni primeri človeških lastnosti, kot so modrost, moč, pobožnost, neumnost ali impulzivnost.] Ta dela so bila zelo priljubljena na Nizozemskem in v Flandriji in so nastala kot neodvisna dela za prosti trg.

## Opredelitev
Izraz tronie v umetnostnozgodovinski literaturi ni jasno opredeljen. Literarni in arhivski viri kažejo, da izraz tronie sprva ni bil vedno povezan z ljudmi. V popisih so včasih tihožitja cvetja in sadja imenovali tronije. Pogostejši je bil pomen obraza ali podobe. Pogosto se je izraz nanašal na celotno glavo, celo oprsje, v izjemnih primerih pa na celotno telo. Tronie je lahko dvodimenzionalen, lahko pa tudi iz mavca ali kamna. Včasih je bil tronie podoba posameznika, vključno z obrazom Boga, Kristusa, Marije, svetnika ali angela. Še posebej je tronie označeval značilen videz glave neke vrste, kot je kmet, berač ali norček. Tronie je včasih pomenil groteskno glavo ali model, kot je grda stara oseba. Ko je bil tronie zasnovan kot obraz posameznika, je bil njegov namen izraziti čustva in značaj na natančen način, zato mora biti ekspresiven.
V sodobni umetnostnozgodovinski rabi je izraz tronie običajno omejen na figure, ki niso namenjene upodabljanju določljive osebe, zato je oblika žanrskega slikarstva v portretnem formatu. Običajno samo naslikana glava ali poprsje, ki se osredotoča na obrazno mimiko, vendar pogosto polovično, ko je prikazano v eksotičnem kostumu, troniji lahko temeljijo na študijah iz življenja ali uporabljajo poteze dejanskih portretirancev. Slika je bila običajno prodana na umetniškem trgu brez identifikacije avtorja in ni bila naročena in obdržana s strani portretiranca, kot so običajno portreti. Podobne neidentificirane figure, obravnavane kot zgodovinske slike, bi običajno dobile naslov iz klasičnega sveta, na primer Rembrandtova slika, ki je zdaj znana kot Saskia kot Flora.

## Zgodovina
Žanr se je začel v Nizozemskih deželah v 16. stoletju, kjer so ga verjetno navdihnile nekatere groteskne glave, ki jih je narisal Leonardo. Leonardo je bil začetnik risb seznanjenih grotesknih glav, pri čemer sta bili dve glavi, običajno v profilu, postavljeni ena nasproti druge, da bi poudarili njuno raznolikost. To seznanjeno jukstapozicijo so sprejeli tudi umetniki v Nizozemskih deželah. Leta 1564 ali 1565 naj bi Joannes in Lucas van Doetecum vgravirala 72 glav, pripisanih Pieterju Brueghelu starejšemu, ki so sledile tej razporeditvi v parih.
Ta model v paru so nekateri umetniki uporabljali še v 17. stoletju. Na primer, flamski umetnik Jan van de Venne, ki je bil aktiven v prvi polovici 17. stoletja, je naslikal številne tronije, ki so postavljali različne obraze.
V 16. stoletju so slikarji ustvarili tronije, ki so jih slikali iz živih modelov, da bi jih uporabili za figure velikih zgodovinskih slik. Mnogi umetniki so izdelali zbirke glav likov kot pripravljalne študije za slike, zlasti zgodovinske slike. Značilne glavne študije flamskega slikarja Fransa Florisa so do leta 1562 postale oblika avtorskega dosežka. Medtem ko je Floris glavne študije izdeloval za lastno uporabo ter za študente in pomočnike v svoji delavnici, so bile nekatere očitno ustvarjene tudi kot umetniška dela v njihov lastni prav. Hitra, ekspresivna poteza teh plošč nakazuje, da je nekatere glave naslikal kot neodvisne ustvarjalne študije in kot take predvidevajo tronije 17. stoletja. Te študije so postale zbirateljski predmeti lokalnih ljubiteljev umetnosti. Florisove glavne študije pričajo o samozavedni umetniški kulturi v Antwerpnu, kjer so jih cenili bolj zaradi avtorstva kot zaradi pripravljalne vrednosti.
V 17. stoletju so te študije obrazov na Nizozemskem postale samostojna umetniška oblika. Najpomembnejše umetniške predhodnice tronijev, ki so jih izdelovali v Leidnu in Haarlemu v 1620-ih, vključujejo poslikane in risane študijske glave iz zgodnjega 16. in zgodnjega 17. stoletja. Jan Lievens je bil tisti, ki je začel s proizvodnjo troniejev v Leidnu. Izhajajoč iz lastnih enofigurnih žanrskih in zgodovinskih slik v polfigurah, je Lievens omejil temo slike na predstavitev glave ali doprsnega kipa. Zgledoval se je po flamskih študijskih voditeljih mojstrov, kot sta Rubens in Anthonis van Dyck. Pojav tronie kot posledica redukcije večjih kompozicij je bil očiten tudi v delu Fransa Halsa, haarlemskega slikarja. Nekateri troniji Fransa Halsa so njegova najbolj znana dela, kot je Ciganka. Drugi haarlemski slikarji, ki so slikali tronije, so Pieter de Grebber, Adriaen van Ostade in Franchoys Elaut. Prakso tronijev kot samostojnih umetnin so flamski slikarji dobro poznali. Ni mogoče izključiti, da se je žanr tronie kot samostojna oblika umetnosti pojavil prej v Flandriji kot na Nizozemskem. Znano je, da so flamski slikarji Rubens, van Dyck in Jordaens uporabljali naslikane študije glav v večjih delovnih kontekstih. Nekatera od teh del pa so bila mišljena tudi kot samostojne ekspresivne študije.
Izdelovanje tronijev se je okrog Rembrandta razširilo in razvilo v samostojno umetniško zvrst. Na Nizozemskem je bil donosen trg za tronije. Cena tronijev je bila nižja od cene drugih vrst slik, zaradi česar so bili dosegljivi širšemu občinstvu. Več Rembrandtovih avtoportretnih jedkanic je tronijev, tako kot slike njega samega, njegovega sina in njegovih žena. Tri Vermeerjeve slike so bile na dražbi Dissiusa leta 1696 opisane kot tronie, med njimi morda tudi Dekle z bisernim uhanom in Dekle s flavtoDekle s flavto.
Adriaen Brouwer je bil uspešen izvajalec tega žanra, saj je imel talent za izražanje. Njegovo delo je dalo obraz osebam nižjega sloja, tako da je njihove podobe prepojilo s prepoznavnimi in živo izraženimi človeškimi čustvi, kot so jeza, veselje, bolečina in užitek. Njegova Mladenič dela grimase (ok. 1632/1635, Narodna galerija) prikazuje mladeniča s satirično in posmehljivo gesto, ki ga počloveči, pa naj bo še tako nepovabljen. Brouwerjev močan nanos barve v tej kompoziciji z njegovimi značilnimi kratkimi, nemoduliranimi potezami čopiča poveča dramatičen učinek. Slikarji tronijev so se pogosto vračali k tradicionalni temi alegorije petih čutov in ustvarili serije tronijev, ki prikazujejo pet čutov. Primeri so Človek, ki odstranjuje mavec, občutek za dotik Lucasa Franchoysa mlajšega in Kadilec Joosa van Craesbeecka, ki predstavlja okus.
Tronie je povezan in se nekoliko prekriva z portrait historié, portretom resnične osebe kot druge, običajno zgodovinske ali mitološke figure. Jan de Bray se je specializiral za te in takšni portreti so pogosto prikazovali aristokratske dame kot mitološke figure.

## Galerija
- Primeri tronijev
- Vermeer, Dekle z bisernim uhanom, ok. 1665
- Adriaen Brouwer, Mladenič dela grimase
- Rembrandt, Starec v vojaški noši
- Michiel Sweerts, Portret mladeniča, ki drži mačko (alegorija dotika)
- Lucas Franchoys the Younger, Človek odstranjuje mavec, občutek za dotik